# 그랜트 하비

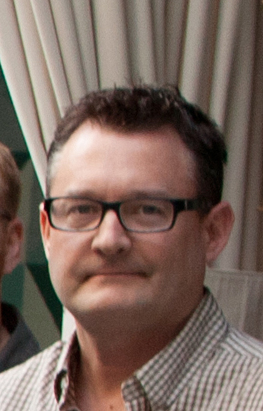

그랜트 하비(Grant Harvey, 1966년 2월 5일 ~ )는 캐나다의 영화 감독, 각본가이다.
탐슨에서 태어났다.

## 영화
- 어 크리스마스 호러 스토리 (2015년)
- 쉬 메이드 뎀 두 잇 (2013년)
- 곤 (2011년)
- 와일드 로즈 (2009년)
- 컨페션스 오브 어 고고 걸 (2008년)
- 진저 스냅 3 (2004년)
- 진저 스냅 2 (2004년)